# Ambassade d'Algérie au Kenya
L'ambassade d'Algérie au Kenya est la représentation diplomatique de la République algérienne démocratique et populaire auprès de la république du Kenya. Elle est située à Nairobi, la capitale du pays, et son ambassadeur est, depuis 2022, Mahi Boumediene. L'ambassadeur est également représentant de l'Algérie accréditée auprès de la république fédérale de Somalie et du Soudan du Sud, ainsi que représentant permanent de l'Algérie auprès des organisations internationales siégeant à Nairobi, notamment le Programme des Nations unies pour l'environnement (PNUE) et le Programme des Nations unies pour les établissements humains (ONU-Habitat).

## Histoire
Les relations diplomatiques entre l'Algérie et le Kenya ont été établies le 23 juin 1964, marquant le début d'une coopération fondée sur des valeurs communes telles que la solidarité africaine, la lutte contre le colonialisme et l'engagement envers le mouvement des non-alignés. L'ambassade a été inaugurée peu de temps après, avec la nomination de M. Nouredien Djoudi comme premier ambassadeur d'Algérie au Kenya.

## Visites et célébrations diplomatiques
En février 2015, le président kényan Uhuru Kenyatta a effectué une visite d'État de trois jours en Algérie, à l'invitation du président Abdelaziz Bouteflika. Cette visite a été marquée par l'inauguration de l'ambassade du Kenya à Alger, symbolisant une nouvelle étape dans les relations bilatérales entre les deux pays.
Au cours de cette visite, plusieurs accords de coopération ont été signés, notamment dans les domaines de l'énergie et de l'éducation. L'Algérie s'est engagée à former des professionnels kényans dans le secteur des hydrocarbures, tandis que le Kenya a offert des opportunités de formation aux Algériens dans les énergies renouvelables et la géothermie.

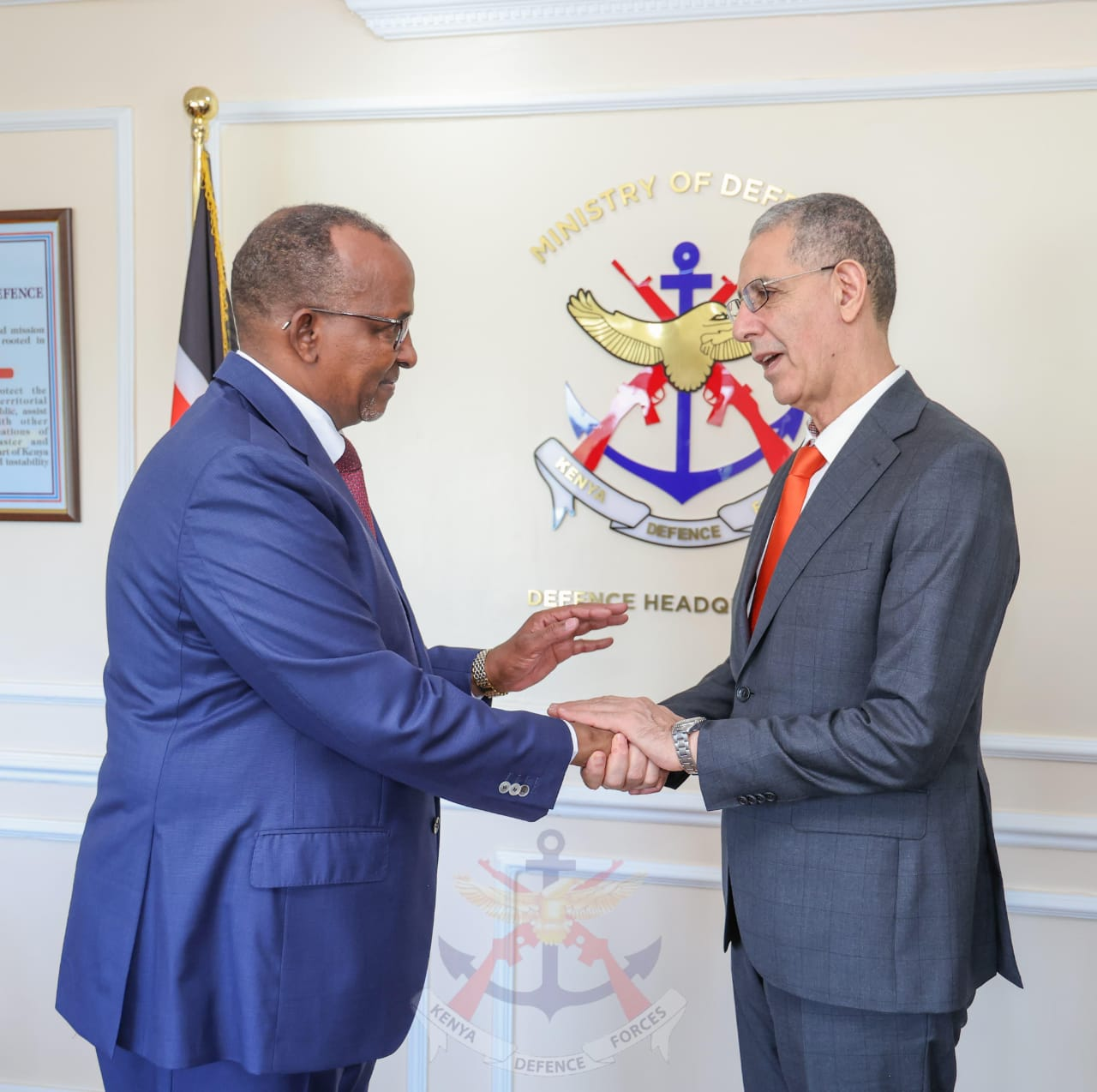
Rencontre entre S.E. Mahi Boumediene et l'Honorable Aden Duale.

En mars 2024, S.E. Mahi Boumediene, ambassadeur d'Algérie au Kenya, a rencontré l'Honorable Aden Duale, secrétaire du Cabinet de la Défense du Kenya, pour célébrer les 60 ans de relations diplomatiques entre l'Algérie et le Kenya. Cette rencontre a permis de mettre en lumière l’engagement des deux pays à renforcer leur coopération bilatérale dans des domaines clés tels que la sécurité et le développement régional.
Le 14 juin 2024, en marge du sommet du G7 à Bari, en Italie, le président de la République algérienne, Abdelmadjid Tebboune, a reçu son homologue kenyan, William Ruto, au siège de sa résidence. Cette rencontre a permis aux deux chefs d'État de discuter de plusieurs dossiers bilatéraux et internationaux. Ils ont notamment abordé les moyens de renforcer la coopération entre l'Algérie et le Kenya, ainsi que des questions stratégiques liées au développement économique et à la sécurité régionale en Afrique

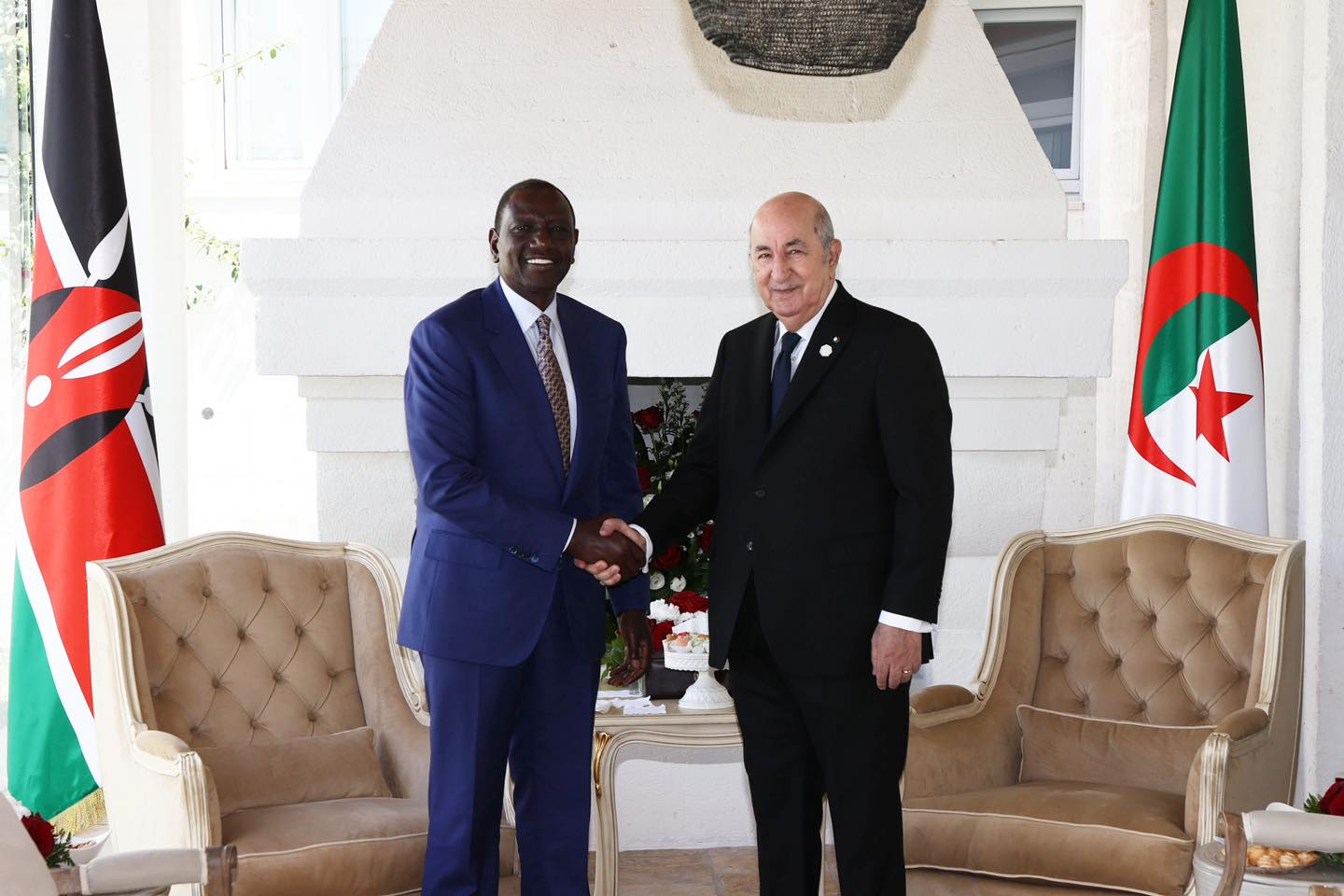
Le président algérien Abdelmadjid Tebboune reçoit son homologue kenyan William Ruto à Bari, en Italie.